# امپراتور زونگ جین
امپراتور زونگ جین (興定؛ ۱۸ آوریل ۱۱۶۳ – ۱۴ ژانویهٔ ۱۲۲۴) امپراتور چین در دودمان جین بود.